# 间香豆酸
间香豆酸（英語：或称为3-羟基肉桂酸）是一种羟基肉桂酸，其羟基在苯环上位置不同而形成的同分异构体包括邻香豆酸（o-Coumaric acid）和对香豆酸（p-Coumaric acid），可在醋中发现。